# Richard Ier (évêque de Séez)
Pour les articles homonymes, voir Richard Ier.
Richard (Ricardus) est un prélat du début du XIe siècle.

## Biographie
Selon Pierre Bouet et Monique Dosdat, par le manque d'indice probant, Richard serait davantage un personnage de légende.